# FA Cup 2012-2013
La FA Cup 2012-2013 è stata la 132ª edizione della competizione calcistica più antica del mondo. È iniziata l'11 agosto 2012 e si è conclusa l'11 maggio 2013. Il Wigan ha vinto il trofeo per la prima volta, battendo nella finale di Wembley il Manchester City.

## Primo turno
| Squadra 1           | Risultato | Squadra 2          |
| ------------------- | --------- | ------------------ |
| 2 novembre 2012     |           |                    |
| Cambridge City      | 0 - 0     | MK Dons            |
| 3 novembre 2012     |           |                    |
| Carlisle Utd        | 4 - 2     | Ebbsfleet Utd      |
| Bury                | 1 - 0     | Exeter City        |
| Chesterfield        | 6 - 1     | Hartlepool Utd     |
| Doncaster           | 3 - 1     | Bradford PA        |
| Bournemouth         | 4 - 0     | Dag & Red          |
| Barnet              | 0 - 2     | Oxford Utd         |
| Torquay Utd         | 0 - 1     | Harrogate Town     |
| Cheltenham Town     | 3 - 0     | Yate Town          |
| York City           | 1 - 1     | AFC Wimbledon      |
| Fleetwood Town      | 3 - 0     | Bromley            |
| Fylde               | 1 - 4     | Accrington Stanley |
| Coventry City       | 3 - 0     | Arlesey Town       |
| Forest Green        | 2 - 3     | Port Vale          |
| Northampton Town    | 1 - 1     | Bradford City      |
| Rotherham Utd       | 3 - 2     | Stevenage          |
| Bristol Rovers      | 1 - 2     | Sheffield Utd      |
| Preston N.E.        | 3 - 0     | Yeovil Town        |
| Portsmouth          | 0 - 2     | Notts County       |
| Chelmsford City     | 3 - 1     | Colchester Utd     |
| Lincoln City        | 1 - 1     | Walsall            |
| Metropolitan Police | 1 - 2     | Crawley Town       |
| Aldershot Town      | 2 - 1     | Hendon             |
| Kidderminster       | 0 - 2     | Oldham Athletic    |
| Luton Town          | 1 - 1     | Nuneaton Town      |
| Swindon Town        | 0 - 2     | Macclesfield Town  |
| Crewe Alexandra     | 4 - 1     | Wycombe            |
| Bishop's Stortford  | 1 - 2     | Hastings Utd       |
| Guiseley            | 2 - 2     | Barrow             |
| Mansfield Town      | 0 - 0     | Slough Town        |
| Morecambe           | 1 - 1     | Rochdale           |
| Boreham Wood        | 0 - 2     | Brentford          |
| Gillingham          | 4 - 0     | Scunthorpe Utd     |
| Southend Utd        | 3 - 0     | Stockport County   |
| Hereford Utd        | 3 - 1     | Shrewsbury Town    |
| Wrexham             | 2 - 4     | Alfreton Town      |
| 4 novembre 2012     |           |                    |
| Burton Albion       | 3 - 3     | Altrincham         |
| Dorchester Town     | 1 - 0     | Plymouth           |
| 13 novembre 2012    |           |                    |
| Braintree Town      | 0 - 3     | Tranmere           |
| 14 novembre 2012    |           |                    |
| Gloucester City     | 0 - 2     | Leyton Orient      |

### Replay
| Squadra 1        | Risultato         | Squadra 2        |
| ---------------- | ----------------- | ---------------- |
| 12 novembre 2012 |                   |                  |
| AFC Wimbledon    | 4 - 3 (dts)       | York City        |
| 13 novembre 2012 |                   |                  |
| Barrow           | 1 - 0             | Guiseley         |
| Bradford City    | 3 - 3 (4 - 2 dtr) | Northampton Town |
| Nuneaton Town    | 0 - 2             | Luton Town       |
| Slough Town      | 1 - 1 (1 - 4 dtr) | Mansfield Town   |
| MK Dons          | 6 - 1             | Cambridge City   |
| Rochdale         | 0 - 1             | Morecambe        |
| Walsall          | 2 - 3 (dts)       | Lincoln City     |
| 15 novembre 2012 |                   |                  |
| Altrincham       | 0 - 2             | Burton Albion    |

## Secondo turno
| Squadra 1          | Risultato | Squadra 2         |
| ------------------ | --------- | ----------------- |
| 1º dicembre 2012   |           |                   |
| Preston N.E.       | 2 - 0     | Gillingham        |
| Bury               | 1 - 1     | Southend Utd      |
| Sheffield Utd      | 2 - 1     | Port Vale         |
| Carlisle Utd       | 1 - 3     | Bournemouth       |
| Crewe Alexandra    | 0 - 1     | Burton Albion     |
| Bradford City      | 1 - 1     | Brentford         |
| Luton Town         | 2 - 1     | Dorchester Town   |
| Oldham Athletic    | 3 - 1     | Doncaster         |
| Tranmere           | 2 - 1     | Chesterfield      |
| Rotherham Utd      | 1 - 1     | Notts County      |
| Accrington Stanley | 3 - 3     | Oxford Utd        |
| Lincoln City       | 3 - 3     | Mansfield Town    |
| Harrogate Town     | 1 - 1     | Hastings Utd      |
| Coventry City      | 2 - 1     | Morecambe         |
| Crawley Town       | 3 - 0     | Chelmsford City   |
| Fleetwood Town     | 2 - 3     | Aldershot Town    |
| 2 dicembre 2012    |           |                   |
| MK Dons            | 2 - 1     | AFC Wimbledon     |
| Alfreton Town      | 2 - 4     | Leyton Orient     |
| 3 dicembre 2012    |           |                   |
| Cheltenham Town    | 1 - 1     | Hereford Utd      |
| 18 dicembre 2012   |           |                   |
| Barrow             | 1 - 1     | Macclesfield Town |

### Replay
| Squadra 1         | Risultato         | Squadra 2          |
| ----------------- | ----------------- | ------------------ |
| 11 dicembre 2012  |                   |                    |
| Southend Utd      | 1 - 1 (3 - 2 dtr) | Bury               |
| Hereford Utd      | 1 - 2 (dts)       | Cheltenham Town    |
| 12 dicembre 2012  |                   |                    |
| Mansfield Town    | 2 - 1             | Lincoln City       |
| 13 dicembre 2012  |                   |                    |
| Hastings Utd      | 1 - 1 (5 - 4 dtr) | Harrogate Town     |
| 18 dicembre 2012  |                   |                    |
| Notts County      | 0 - 3             | Rotherham Utd      |
| Oxford Utd        | 2 - 0             | Accrington Stanley |
| Brentford         | 4 - 2 (dts)       | Bradford City      |
| 29 dicembre 2012  |                   |                    |
| Macclesfield Town | 4 - 1             | Barrow             |

## Trentaduesimi di Finale
| Squadra 1         | Risultato | Squadra 2         |
| ----------------- | --------- | ----------------- |
| 5 gennaio 2013    |           |                   |
| Brighton          | 2 - 0     | Newcastle Utd     |
| Crystal Palace    | 0 - 0     | Stoke City        |
| Tottenham         | 3 - 0     | Coventry City     |
| Wigan             | 1 - 1     | Bournemouth       |
| Fulham            | 1 - 1     | Blackpool         |
| Aston Villa       | 2 - 1     | Ipswich Town      |
| Charlton          | 0 - 1     | Huddersfield Town |
| Macclesfield Town | 2 - 1     | Cardiff City      |
| Barnsley          | 1 - 0     | Burnley           |
| Manchester City   | 3 - 0     | Watford           |
| Leicester City    | 2 - 0     | Burton Albion     |
| Millwall          | 1 - 0     | Preston N.E.      |
| Derby County      | 5 - 0     | Tranmere          |
| Crawley Town      | 1 - 3     | Reading           |
| Aldershot Town    | 3 - 1     | Rotherham Utd     |
| Middlesbrough     | 4 - 1     | Hastings Utd      |
| Oxford Utd        | 0 - 3     | Sheffield Utd     |
| Southampton       | 1 - 5     | Chelsea           |
| QPR               | 1 - 1     | West Bromwich     |
| Peterborough Utd  | 0 - 3     | Norwich City      |
| Bolton            | 2 - 2     | Sunderland        |
| Nottingham Forest | 2 - 3     | Oldham Athletic   |
| Hull City         | 1 - 1     | Leyton Orient     |
| Blackburn         | 2 - 0     | Bristol City      |
| Leeds Utd         | 1 - 1     | Birmingham City   |
| Southend Utd      | 2 - 2     | Brentford         |
| Luton Town        | 1 - 0     | Wolverhampton     |
| Sheffield Weds    | 0 - 0     | MK Dons           |
| West Ham Utd      | 2 - 2     | Manchester Utd    |
| 6 gennaio 2013    |           |                   |
| Swansea City      | 2 - 2     | Arsenal           |
| Mansfield Town    | 1 - 2     | Liverpool         |
| 7 gennaio 2013    |           |                   |
| Cheltenham Town   | 1 - 5     | Everton           |

### Replay
| Squadra 1       | Risultato   | Squadra 2      |
| --------------- | ----------- | -------------- |
| 15 gennaio 2013 |             |                |
| Birmingham City | 1 - 2       | Leeds Utd      |
| Bournemouth     | 0 - 1       | Wigan          |
| Brentford       | 2 - 1       | Southend Utd   |
| Leyton Orient   | 1 - 2 (dts) | Hull City      |
| MK Dons         | 2 - 0       | Sheffield Weds |
| Stoke City      | 4 - 1 (dts) | Crystal Palace |
| Sunderland      | 0 - 2       | Bolton         |
| Blackpool       | 1 - 2 (dts) | Fulham         |
| West Bromwich   | 0 - 1       | QPR            |
| 16 gennaio 2013 |             |                |
| Arsenal         | 1 - 0       | Swansea City   |
| Manchester Utd  | 1 - 0       | West Ham Utd   |

## Sedicesimi di Finale
| Squadra 1         | Risultato | Squadra 2       |
| ----------------- | --------- | --------------- |
| 25 gennaio 2013   |           |                 |
| Millwall          | 2 - 1     | Aston Villa     |
| 26 gennaio 2013   |           |                 |
| Stoke City        | 0 - 1     | Manchester City |
| Norwich City      | 0 - 1     | Luton Town      |
| Macclesfield Town | 0 - 1     | Wigan           |
| Derby County      | 0 - 3     | Blackburn       |
| Hull City         | 0 - 1     | Barnsley        |
| Middlesbrough     | 2 - 1     | Aldershot Town  |
| Brighton          | 2 - 3     | Arsenal         |
| Reading           | 4 - 0     | Sheffield Utd   |
| Huddersfield Town | 1 - 1     | Leicester City  |
| QPR               | 2 - 4     | MK Dons         |
| Bolton            | 1 - 2     | Everton         |
| Manchester Utd    | 4 - 1     | Fulham          |
| 27 gennaio 2013   |           |                 |
| Brentford         | 2 - 2     | Chelsea         |
| Leeds Utd         | 2 - 1     | Tottenham       |
| Oldham Athletic   | 3 - 2     | Liverpool       |

### Replay
| Squadra 1        | Risultato | Squadra 2         |
| ---------------- | --------- | ----------------- |
| 12 febbraio 2013 |           |                   |
| Leicester City   | 1 - 2     | Huddersfield Town |
| 17 febbraio 2013 |           |                   |
| Chelsea          | 4 - 0     | Brentford         |

## Ottavi di Finale
| Squadra 1         | Risultato | Squadra 2 |
| ----------------- | --------- | --------- |
| 16 febbraio 2013  |           |           |
| Luton Town        | 0 - 3     | Millwall  |
| MK Dons           | 1 - 3     | Barnsley  |
| Arsenal           | 0 - 1     | Blackburn |
| Oldham Athletic   | 2 - 2     | Everton   |
| 17 febbraio 2013  |           |           |
| Manchester City   | 4 - 0     | Leeds Utd |
| Huddersfield Town | 1 - 4     | Wigan     |
| 18 febbraio 2013  |           |           |
| Manchester Utd    | 2 - 1     | Reading   |
| 27 febbraio 2013  |           |           |
| Middlesbrough     | 0 - 2     | Chelsea   |

### Replay
| Squadra 1        | Risultato | Squadra 2       |
| ---------------- | --------- | --------------- |
| 26 febbraio 2013 |           |                 |
| Everton          | 3 - 1     | Oldham Athletic |

## Quarti di Finale
| Squadra 1       | Risultato | Squadra 2 |
| --------------- | --------- | --------- |
| 9 marzo 2013    |           |           |
| Everton         | 0 - 3     | Wigan     |
| Manchester City | 5 - 0     | Barnsley  |
| 10 marzo 2013   |           |           |
| Millwall        | 0 - 0     | Blackburn |
| Manchester Utd  | 2 - 2     | Chelsea   |

### Replay
| Squadra 1      | Risultato | Squadra 2      |
| -------------- | --------- | -------------- |
| 13 marzo 2013  |           |                |
| Blackburn      | 0 - 1     | Millwall       |
| 1º aprile 2013 |           |                |
| Chelsea        | 1 - 0     | Manchester Utd |

## Semifinali
| Squadra 1      | Risultato | Squadra 2       |
| -------------- | --------- | --------------- |
| 13 aprile 2013 |           |                 |
| Millwall       | 0 - 2     | Wigan           |
| 14 aprile 2013 |           |                 |
| Chelsea        | 1 - 2     | Manchester City |

## Finale
| Londra 11 maggio 2013, ore 17:15 UTC+1         | Manchester City | 0 – 1 referto | Wigan | Wembley Stadium (86 254 spett.) |
| \| \| \| \| \| \| Marcatori \| 90+1’ Watson \| |                 |               |       |                                 |
|                                                |                 |               |       |                                 |
|                                                | Marcatori       | 90+1’ Watson  |       |                                 |

| Manchester City | Wigan Athletic |

|                 |    |                     |         |       |
|                 |    |                     |         |       |
| P               | 1  | Joe Hart            |         |       |
| D               | 5  | Pablo Zabaleta      | 60’ 84’ |       |
| D               | 4  | Vincent Kompany (c) |         |       |
| D               | 33 | Matija Nastasić     | 75’     |       |
| D               | 22 | Gaël Clichy         |         |       |
| C               | 42 | Yaya Touré          |         |       |
| C               | 18 | Gareth Barry        | 87’     | 90+2’ |
| C               | 8  | Samir Nasri         |         | 54’   |
| A               | 21 | David Silva         |         |       |
| A               | 32 | Carlos Tévez        |         | 69’   |
| A               | 16 | Sergio Agüero       |         |       |
| Sostituzioni:   |    |                     |         |       |
| P               | 30 | Costel Pantilimon   |         |       |
| D               | 6  | Joleon Lescott      |         |       |
| D               | 13 | Aleksandar Kolarov  |         |       |
| C               | 7  | James Milner        |         | 54’   |
| C               | 14 | Javi García         |         |       |
| C               | 17 | Jack Rodwell        |         | 69’   |
| A               | 10 | Edin Džeko          |         | 90+2’ |
| Allenatore:     |    |                     |         |       |
| Roberto Mancini |    |                     |         |       |

|                  |    |                    |       |     |
|                  |    |                    |       |     |
| P                | 1  | Joel Robles        | 90+3’ |     |
| D                | 16 | James McArthur     |       |     |
| D                | 17 | Emmerson Boyce (c) |       |     |
| D                | 3  | Antolín Alcaraz    |       |     |
| D                | 33 | Paul Scharner      |       |     |
| D                | 18 | Roger Espinoza     |       |     |
| C                | 4  | James McCarthy     |       |     |
| C                | 14 | Jordi Gómez        |       | 81’ |
| C                | 10 | Shaun Maloney      |       |     |
| A                | 15 | Callum McManaman   |       |     |
| A                | 2  | Arouna Koné        |       |     |
| Sostituzioni:    |    |                    |       |     |
| P                | 26 | Ali Al-Habsi       |       |     |
| D                | 5  | Gary Caldwell      |       |     |
| D                | 25 | Román Golobart     |       |     |
| C                | 8  | Ben Watson         |       | 81’ |
| C                | 20 | Fraser Fyvie       |       |     |
| A                | 9  | Franco Di Santo    |       |     |
| A                | 11 | Ángelo Henríquez   |       |     |
| Allenatore:      |    |                    |       |     |
| Roberto Martínez |    |                    |       |     |